# علي رضا بهلوي
علي رضا بهلوي (28 أبريل 1966 - 4 يناير 2011)، الابن الأصغر لشاه إيران السابق محمد رضا بهلوي من زوجته الثالثة فرح ديبا. خلال حكم الشاه كان يعتبر الثاني في وراثة عرش الإمبراطورية الإيرانية بعد أخيه الأكبر ولي العهد رضا بهلوي الثاني.

## مولده ونشأته
ولد في طهران بإيران في 28 أبريل عام 1966  ، درس بمدرسة قصر نيافران الابتدائية بإيران  ثم غادر مع أسرته بعد الثورة الإيرانية الإسلامية عام 1979 للخارج.

## تعليمه في الولايات المتحدة
التحق بمدرسة القديس داود (سانت ديفيد) في مدينة نيويورك، ثم درس في مدرسة ماونت غري لوك الإقليمية الثانوية في وليامز تاون بولاية ماساتشوستس الأمريكية. ثم حصل على شهادة البكالوريوس في الفنون من جامعة برنستون ودرجة الماجستير في الفنون من جامعة كولومبيا  ، وكان يدرس قبل وفاته طالب دكتوراه في جامعة هارفارد متخصصا في الدراسات الفارسية القديمة وحضارتها.

## وفاته
في الرابع من شهر يناير عام 2011 نقلت الأخبار انتحار الأمير علي رضا بهلوي في شقته في «ساوث إند» القريبة من بوسطن بولاية ماساتشوستس بعد فترة طويلة من الاكتئاب النفسي، وأشارت تقارير التحقيق أنه قتل نفسه بطلق ناري وتوفي متأثرا بجراحه في الساعة الثانية صباحا. وقد كتب شقيقه الأكبر الأمير رضا بهلوي الثاني في موقعه على الشبكة الإلكترونية ينعي أخاه بقوله:
(مثل الملايين من الشباب الإيراني فإنه تأثر بكل المصائب التي سقطت على وطنه المحبوب، بالإضافة لتحمله عبء فقده لوالده وأخته خلال حياته الشابة، وبالرغم من أنه كافح سنوات للتغلب على أحزانه إلا أنه استسلم أخيراً في الساعات المبكرة من صباح الرابع من يناير عام 2011 في سكنه في بوسطن فأنهى حياته بنفسه وترك عائلته وأصدقاؤه ومحبيه في حزن عميق).
وقال الناطق الرسمي باسم عائلة بهلوي أحمد أوفيسي أن العائلة علمت بموته يوم الثلاثاء في الساعة الثانية والنصف صباحاً. وأخبر السيد أحمد فخيمي هيئة الإذاعة البريطانية أن الأمير علي رضا بهلوي قد انتحر في المنفى مثل أخته الأميرة ليلى التي انتحرت هي أيضاً في يونيو عام 2001 ، وفي مؤتمر صحفي في بوسطن قال أخوه الأكبر رضا بهلوي الثاني أن أخاه علي رضا تمنى أن تحرق جثته وينثر رمادها في بحر قزوين 

### بعد الحادثة
تسربت أخبار وفاته في جميع قنوات التواصل الاجتماعي على الشبكة الإلكترونية وقد أفرزت كثيرا من التفاعل.

### التأبين
في 23 يناير عام 2011 أقيم تأبين رسمي في مركز الموسيقى في ستراثمور في بيثسدا بولاية ماريلاند  ، وقد حضر التأبين عائلة بهلوي الملكية والآلاف من الإيرانيين.

## ابنة الأمير
بعد وفاة الأمير علي رضا بهلوي سرت كثير من الإشاعات والتقارير تفيد أنه ورفيقته «راها دايديفر» كانا قبل موته يتوقعان مولد طفل لهما، إلا أن هذه المعلومات لم تؤكدها عائلة بهلوي في حينه. ولكن في 5 أغسطس عام 2011 كتب أخوه الأكبر الأمير رضا بهلوي الثاني قائلاً:
((نيابة عن عائلتي، يسعدني أن أزف البشرى لمواطنينا وأصدقاؤنا خبر ولادة «أريانا ليلى» ابنة محبوبنا علي رضا في السادس والعشرون من يوليو عام 2011 )).
وولدت «أريانا ليلى» بعد سبعة أشهر من وفاة والدها الأمير علي رضا بهلوي. وقد أعلنت الإمبراطورة فرح بهلوي بنفسها أن أريانا ليلى أميرة من الأسرة الملكية الإيرانية.

## حياته الخاصة
تقدم لخطبة فتاة تسمى سارة طبطبائي إلا أن العلاقات بين الإثنين قد أخفقت ولم تتم الخطوبة.

## وصلات خارجية
- علي رضا بهلوي على موقع IMDb (الإنجليزية)

- Pahlavi Dynasty's Website الموقع الرسمي لعائلة بهلوي الملكية
- Empress Farah Pahlavi Official Web Site الموقع الرسمي للملكة فرح بهلوي